# SummerSlam (2002)
SummerSlam (2002) — пятнадцатое в истории шоу SummerSlam, PPV-шоу производства World Wrestling Entertainment (WWE). Шоу прошло 25 августа 2002 года на арене Nassau Veterans Memorial Coliseum в Юниондейле, Нью-Йорк, США.
Главным событием шоу от бренда SmackDown! стал поединок за титул Неоспоримого чемпиона WWE между Скалой и Брок Леснаром. Леснар выиграл поединок удержанием, после того как провел Скале F-5. Главным поединком от бренда Raw стал поединок между Шоном Майклзом и Трипл Эйчем по правилам Несанкционированной Уличной Драки. В этом бою победил Майклз, после того когда он увернулся от фирменного приёма Педигри от Трипл Эйча и свернул его в сворачивание jacknife. Главным матчем между обоими брендами стал поединок за титул интерконтинентального чемпиона WWE между Роб Ван Дамом и Крисом Бенуа, который выиграл Роб Ван Дам удержанием, после того как провел Пятизвездочный сплеш лягушки. Другими матчами на шоу был поединок между Гробовщиком и Тестом и поединок между Курт Энглом и Реем Мистерио.

## Результаты
| №                                | Результат                                                               | Условия                                                    | Время |
| -------------------------------- | ----------------------------------------------------------------------- | ---------------------------------------------------------- | ----- |
| 1                                | Курт Энгл победил Рея Мистерио по болевому                              | Одиночный матч                                             | 09:20 |
| 2                                | Рик Флэр победил Криса Джерико по болевому                              | Одиночный матч                                             | 10:22 |
| 3                                | Эдж победил Эдди Герреро                                                | Одиночный матч                                             | 11:47 |
| 4                                | Не-американцы (Лэнс Шторм и Кристиан) (с) победили Букера Ти и Голдаста | Командный матч за титул командных чемпионов WWE            | 09:37 |
| 5                                | Роб Ван Дам победил Криса Бенуа                                         | Одиночный матч за титул интерконтинентального чемпиона WWE | 16:30 |
| 6                                | Гробовщик победил Теста                                                 | Одиночный матч                                             | 08:18 |
| 7                                | Шон Майклз победил Трипл Эйча                                           | Несанкционированная уличная драка                          | 27:20 |
| 8                                | Брок Леснар победил Скалу (с)                                           | Одиночный матч за титул неоспоримого чемпиона WWE          | 16:01 |
| (c) – Чемпион на момент поединка |                                                                         |                                                            |       |